# ایان اسمیت
ایان داگلاس اسمیت (به انگلیسی Ian Douglas Smith)، زاده ۸ آوریل ۱۹۱۹ – درگذشته ۲۰ نوامبر ۲۰۰۷) یک سیاستمدار، مزرعه‌دار و خلبان جنگی بود که به عنوان نخست‌وزیر رودزیا (یا رودزیای جنوبی) در سال‌های ۱۹۶۴ تا ۱۹۷۹ خدمت کرد.
او، رهبری جنبش یک دولت سفید را پس از اعلامیه یک طرفه استقلال رودزیا را از سال ۱۹۶۵ بر عهده داشت. او تقریباً در تمامی ۱۴ سال وجود رودزیا به عنوان نخست‌وزیر در حال خدمت بود، که نتیجه آن ایزوله شدن به صورت سیاسی به مدت چهارده سال بود. وی سردم دار نژادپرستی در آفریقا و از نژادپرستان فوق‌العاده افراطی بود که هزاران سیاه‌پوست را خود به قتل رساند.
جنایات ایان اسمیت آنچنان وحشتناک و به حدی غیرانسانی بود که جهان غرب و حتی انگلستان رودزیا (زیمبابوه کنونی) را مورد تحریم قرار داد.